# Snelle Jelle (ontbijtkoek)
Snelle Jelle is een merk van koekfabrikant Peijnenburg. Het kwam op de markt in 2002 en is met name bekend vanwege de los verpakte kruidkoek repen. De koek geeft per 100 g een energiewaarde van ongeveer 305 kcal of 1292 kJ. Volgens de Nederlandse Consumentenbond scoort de koek gemiddeld in de Nutri-Score, een meetlat voor gezonde voedingskeuzes.